# 迪亞法拉貝
14°8′20″N 5°1′8″W / 14.13889°N 5.01889°W

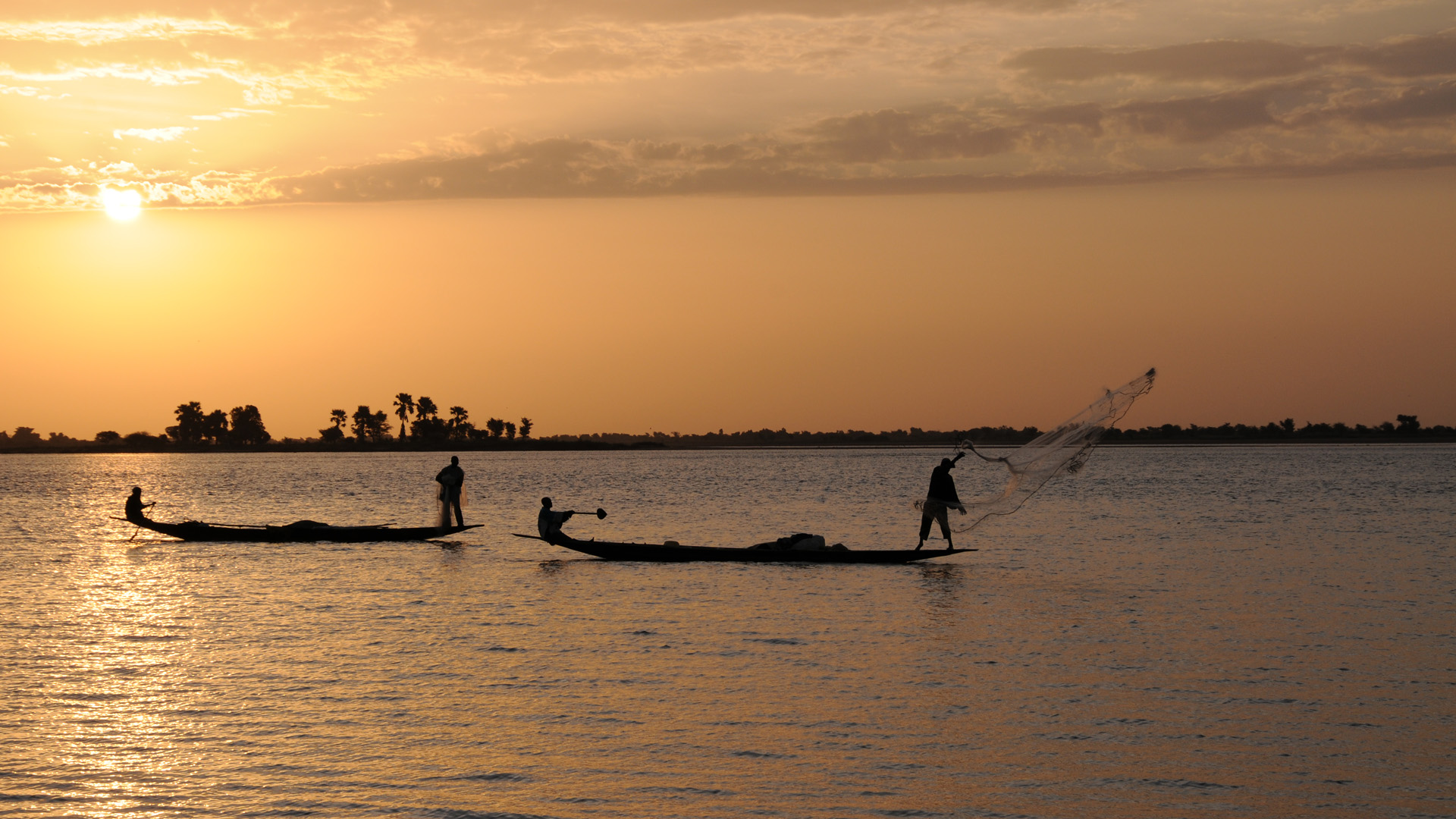
迪亞法拉貝的漁民

迪亞法拉貝（法語：Diafarabé），是馬里的城鎮，位於該國中部，由莫普提區的泰南庫省負責管轄，處於尼日爾河畔，面積980平方公里，2009年人口15,748，人口密度每平方公里16人。

## 友好城市
- 法國 圣瑞斯特昂绍塞